# Phaeomycena fusca
Phaeomycena fusca är en svampart som beskrevs av G. Stev. & G.M. Taylor 1964. Phaeomycena fusca ingår i släktet Phaeomycena och familjen Tricholomataceae.   Inga underarter finns listade i Catalogue of Life.